# MicroC/OS-II
MicroC/OS-II — операционная система реального времени c хорошей поддержкой вытесняющей многозадачности и низкой стоимостью. Полностью написана на языке программирования С, благодаря чему является легко переносимой на различные платформы. На данный момент µC/OS-II портирована более чем на сто различных платформ, среди которых есть и 8-битные микроконтроллеры. Имеет применение в авиации и медицинском оборудовании.

## Применение
- Используется в камерах, авионике, аудиооборудовании, медицинских инструментах, музыкальных инструментах, системах управления двигателем, сетевых адаптерах, телефонных будках, банкоматах, промышленных роботах.[1]
- Применяется в колледжах и университетах для обучения студентов системам реального времени.[2]